# Goiatins
Goiatins is een gemeente in de Braziliaanse deelstaat Tocantins. De gemeente telt 12.068 inwoners (schatting 2009).